# OnePlus 9
Lo OnePlus 9 è uno smartphone di fascia alta prodotto da OnePlus, annunciato e commercializzato da marzo 2021.

## Caratteristiche tecniche

### Hardware
Il dispositivo misura 160 x 74.2 x 8.7 mm o 160 x 73.9 x 8.1 mm (in base all'area di commercializzazione) e pesa 192 o 183 grammi (in base all'area di commercializzazione).
È dotato di un chipset Qualcomm Snapdragon 888 5G (processo a 5 nm), con CPU octa-core e GPU Adreno 660.
È stato commercializzato con 8 o 12 GB di RAM e 128 o 256 GB di memoria interna UFS 3.1 non espandibile.
Supporta le connettività 2G, 3G, 4G, 5G; Wi-Fi 802.11 a/b/g/n/ac/6, dual-band, Wi-Fi Direct, DLNA, hotspot; Bluetooth 5.2, A2DP, LE, aptX HD; GPS, GLONASS, BDS, GALILEO; ha una porta USB-C 3.1 con OTG e l'NFC.
Il display è un Fluid AMOLED da 6,55 pollici con risoluzione Full HD+ (1080 x 2400 pixel), protezione con vetro Gorilla Glass 5 ed IP68, supporto HDR10+ e una densità di pixel di 402 ppi. Il sensore di impronte digitali è posizionato sotto lo schermo.
La fotocamera posteriore è dotata di tre obiettivi: uno da 48 MP, f/1.8, PDAF multidirezionale, uno da 50 MP, f/2.2 (grandangolare) e uno da 2 MP, f/2.4 (monocromatico), supporta la registrazione video fino a 8K@30fps, gyro-EIS ed HDR. La fotocamera anteriore è da 16 MP con f/2.4 e registrazione video 1080p@30fps.
La batteria è una batteria ai polimeri di litio da 4500 mAh, con supporto per la ricarica rapida cablata a 65 W e senza fili a 15 W (solo in alcune aree di commercializzazione del dispositivo).

### Software
Il dispositivo è dotato di sistema operativo Android 11, aggiornabile fino a Android 13, con interfaccia utente OxygenOS 13.